# Dommartin, Ain
Dommartin är en kommun i departementet Ain i regionen Auvergne-Rhône-Alpes i östra Frankrike. Kommunen ligger  i kantonen Bâgé-le-Châtel som ligger i arrondissementet Bourg-en-Bresse. Kommunens areal är 17,19 km². År 2018 hade Dommartin 890 invånare.

## Befolkningsutveckling
Antalet invånare i kommunen Dommartin
Referens: INSEE